# U-Bahnhof Bochumer Verein/Jahrhunderthalle
Der U-Bahnhof Bochumer Verein/Jahrhunderthalle ist ein U-Bahnhof unterhalb der Alleestraße im Ortsteil Stahlhausen in Bochum. Er liegt am Gelände des ehemaligen Stahlwerkes Bochumer Verein mit der Jahrhunderthalle und dem Westpark. An der Straße befinden sich unweit das Jahrhunderthaus und das Thyssen-Krupp-Haus. 
Der Rohbau war 731 Meter und die westlich anschließende Rampe 127 Meter lang. Er wurde am 27. Januar 2006 eröffnet und wird von den Linien 302, 305 und 310 bedient. Dort (oberhalb) besteht auch Anschluss an die Buslinien 345 und 355. Das Eintreffen der Züge wird durch Leuchten in unterschiedlichen Farben angekündigt. In der darüberliegenden Verteilerebene befindet sich ein großformatiges Kunstwerk. Das Foto auf Stahl vom Glockenmontierwerk des Bochumer Vereins wurde von Marcus Kiel geschaffen.
| Linie | Verlauf | Takt (Mo–Fr)                                                  |
| ----- | --- | ------------------------------------------------------------- |
| 302   | Gelsenkirchen-Buer Rathaus – Gelsenkirchen, Veltins-Arena – Gelsenkirchen-Schalke – Musiktheater – U Heinrich-König-Platz – U Gelsenkirchen Hbf – Gelsenkirchen-Ückendorf – Bochum-Wattenscheid, August-Bebel-Platz – Stahlhausen Wattenscheider Str. – U Bochumer Verein/Jahrhunderthalle – U Rathaus (Süd) – U Bochum Hbf – U Lohring – Altenbochum Kirche – Bochum-Laer Mitte – (Mark 51° 7 – Langendreer Markt – Langendreer ) / O-Werk | 7/8 min (Buer–Laer) 15 min (Laer–Langendreer und Laer–O-Werk) |
| 305   | Bochum-Wattenscheid Höntrop Kirche – Stahlhausen Wattenscheider Str. – U Bochumer Verein/Jahrhunderthalle – U Rathaus (Süd) – U Bochum Hbf – U Lohring – Altenbochum Kirche – Bochum-Laer Mitte – Mark 51° 7 – Langendreer Markt – Langendreer | 30 min                                                        |
| 310   | Bochum-Wattenscheid Höntrop Kirche – Stahlhausen Wattenscheider Str. – U Bochumer Verein/Jahrhunderthalle – U Rathaus (Süd) – U Bochum Hbf – U Lohring – Altenbochum Kirche – Bochum-Laer Mitte – Mark 51° 7 – Langendreer Markt – Witten, Crengeldanz – Witten, Marienhospital – Witten Rathaus –Witten, Bahnhofstraße – Witten, Heven Dorf                                                                                                | 30 min                                                        |

Es besteht Anschluss an die Buslinien 345 und 355.
| Linie | Verlauf | Takt (Mo–Fr) |
| ----- | --- | ------------ |
| 345   | Bochum-Dahlhausen – Dahlhausen Im Berge – Oberdahlhausen – Eppendorf Mitte – Stahlhausen Wattenscheider Str. – Bochumer Verein/Jahrhunderthalle – Bochum West Bf – Bochum Rathaus – Bochum Hbf – Oskar-Hoffmann-Str. – Wasserstr. – Altenbochum Kirche – Laer Mitte – Bochum-Werne – Bochum-Langendreer West – Langendreer Amt – Knappschaftskrankenhaus | 30 min       |
| 355   | Bochum-Dahlhausen – Dahlhausen Im Berge – Oberdahlhausen – Eppendorf Mitte – Bärendorf – Bergmannsheil – Bochum-Ehrenfeld – Bochumer Verein/Jahrhunderthalle – Bochum West Bf – Bochum Rathaus – Bochum Hbf – Lohring – Laer Mitte – Bochum-Werne – Bochum-Langendreer West – Langendreer Amt – Knappschaftskrankenhaus – Sportplatz Papenholz           | 30 min       |